# Primghar
Primghar és una població dels Estats Units a l'estat d'Iowa. Segons el cens del 2000 tenia 891 habitants.

## Demografia
Segons el cens del 2000, Primghar tenia 891 habitants, 391 habitatges, i 233 famílies. La densitat de població era de 249,3 habitants/km².
Dels 391 habitatges en un 26,1% hi vivien nens de menys de 18 anys, en un 51,4% hi vivien parelles casades, en un 5,4% dones solteres, i en un 40,4% no eren unitats familiars. En el 36,6% dels habitatges hi vivien persones soles el 24,6% de les quals corresponia a persones de 65 anys o més que vivien soles. El nombre mitjà de persones vivint en cada habitatge era de 2,17 i el nombre mitjà de persones que vivien en cada família era de 2,86.
Per edats la població es repartia de la següent manera: un 21,5% tenia menys de 18 anys, un 6,5% entre 18 i 24, un 21,7% entre 25 i 44, un 21,9% de 45 a 60 i un 28,4% 65 anys o més.
L'edat mediana era de 45 anys. Per cada 100 dones de 18 o més anys hi havia 82,5 homes.
La renda mediana per habitatge era de 31.304 $ i la renda mediana per família de 40.982 $. Els homes tenien una renda mediana de 30.134 $ mentre que les dones 20.694 $. La renda per capita de la població era de 17.791 $. Entorn del 5,2% de les famílies i el 9,6% de la població estaven per davall del llindar de pobresa.

## Poblacions més properes
El següent diagrama mostra les poblacions més properes.